# 페레다비드두더지
페레다비드두더지(Talpa davidiana) 또는 페르시아두더지는 두더지과에 속하는 포유류의 일종이다. 이란 코르데스탄 주에서만 발견된다. 서식지 감소때문에 멸종 위급종으로 등록되어 있다.